# 순천 박씨
순천 박씨(順天朴氏)는 전라남도 순천시를 본관으로 하는 한국의 성씨이다. 시조는 후백제 초대 군주 견훤의 사위인 박영규(朴英規)이다.

## 역사
순천 박씨의 시조는 승주 사람 박영규(朴英規)가 후백제 초대 군주 견훤의 사위로 태조 왕건을 도와 고려 창업에 공을 세워 개국공신에 책록되고 좌승(左丞)에 올라 승주군(昇州君)에 봉해졌다.
후손의 계대(系代)에 대한 기록이 실전되고, 후손 박난봉(朴蘭鳳)이 고려 제10대 군주 정종조에 과거에 등과하여 정승을 역임하고 평양부원군(平陽府院君)에 봉해지자 그를 득관조로 한다. 평양은 순천의 옛 이름이다.
그러나 박난봉 이후의 계대가 다시 실전되고, 고려 충숙왕(忠肅王)때 보문각 대제학(寶文閣大提學)을 지낸 박숙정(朴淑貞)을  1세조(一世組)로 계대(繼代)하고 있다.

## 본관
순천(順天)은 전라남도 남동쪽에 위치한 지명이다. 백제 시대에 함평군이었으나 신라 때 승평(昇平)으로 고쳤으며, 고려 왕조 시대 초기 시절이던 태조 때에 승주로 하였다가 고려 제3대 군주 정종 때 승평군이 되고, 조선 왕조 시대에는 도호부가 되었으며, 그 후부터 여러 차례 변천을 거쳐 1895년 순천군, 1949년 순천시로 개칭되었다.

## 분파
중시조의 5세손에서 종파와 지파로는 문숙공파(文肅公派), 군수공파(郡守公派), 부정공파(副正公派), 의주목사공파(義州牧使公派), 진사공파(進士公派), 승지공파(承旨公派), 경력공파(經歷公派), 생원공파(生員公派), 제주목사공파(濟州牧使公派), 판관공파(判官公派), 감사공파(監司公派), 충정공파(忠正公派), 교리공파(校理公派), 수찬공파(修撰公派), 박사공파(博士公派), 검열공파(檢閱公派), 전직공파(殿直公派), 인의공파(引儀公派), 부위공파(副尉公派)의 19파로 나뉘게 되었다.

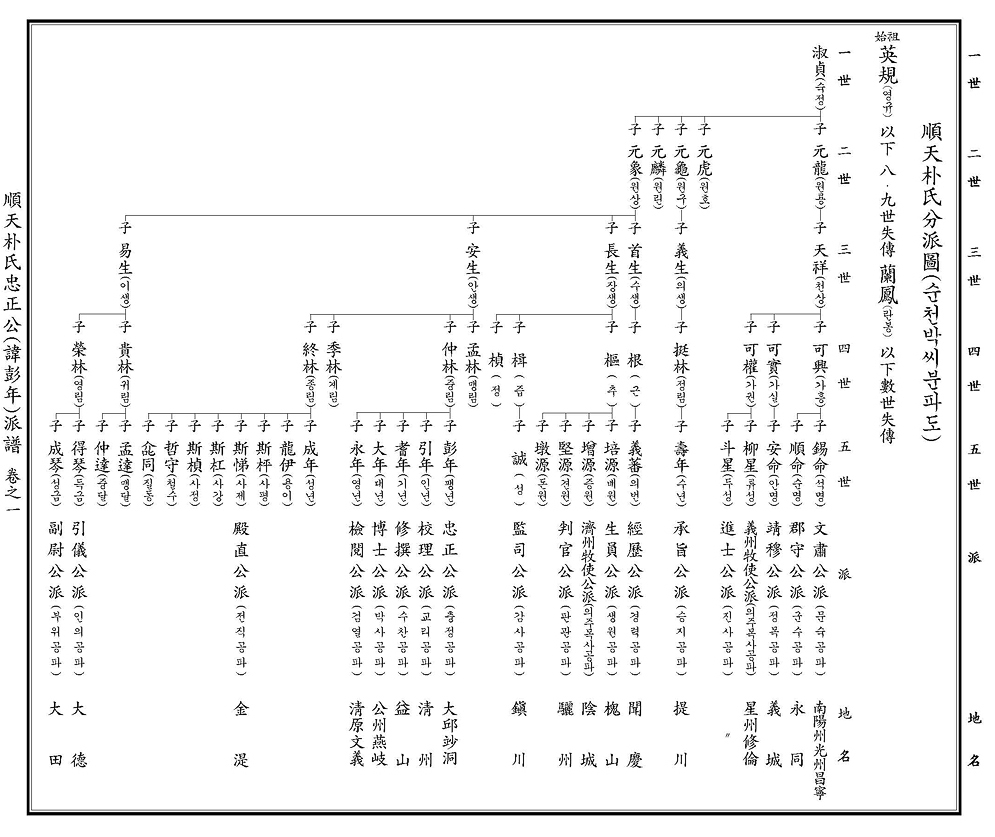
순천박씨 분파도

| - 문숙공파(文肅公派) - 박석명(朴錫命) - 군수공파(郡守公派) - 박숙명(朴肅命) - 부정공파(副正公派) - 박안명(朴安命) - 의주목사공파(義州牧使公派) - 박유성(朴柳星) - 진사공파(進士公派) - 박두성(朴斗星) - 승지공파(承旨公派) - 박수림(朴壽林) - 경력공파(經歷公派) - 박의번(朴義蕃) - 생원공파(生員公派) - 박배원(朴培源) - 제주목사공파(濟州牧使公派) - 박증원(朴增源) - 판관공파(判官公派) - 박계원(朴壁源) | - 감사공파(監司公派) - 박성(朴誠) - 충정공파(忠正公派) - 박팽년(朴彭年) - 교리공파(校理公派) - 박인년(朴引年) - 수찬공파(修撰公派) - 박기년(朴耆年) - 박사공파(博士公派) - 박대년(朴大年) - 검열공파(檢閱公派) - 박영년(朴永年) - 전직공파(殿直公派) - 박사제(朴斯梯) - 인의공파(引儀公派) - 박득금(朴得琴) - 부위공파(副尉公派) - 박성금(朴成琴) |

판윤공(判尹公) 박가권(朴可權)은 슬하에 2남(二男)을 두었는데, 장남은 박유성(朴柳星)으로 의주목사공파(義州牧使公派) 파조(派祖)이다. 
이후 의주목사공파(義州牧使公派)는 박인손(朴仁孫)의 승사랑공파(承仕郞公派), 박예손(朴禮孫)의 사맹공파(司猛公派), 박신손(朴信孫)의 주부공파(主簿公派)로 다시 분파되었다.
그리고, 판윤공 박가권(朴可權)의 차남인 박두성(朴斗星)은 진사공파(進士公派) 파조이다.

## 인물
- 박숙정(淑貞) : 고려 보문각 대제학, 순천 박씨 중흥조(中興祖), 경포대(강원도 강릉시 소재) 창건
- 박천상 : 고려 공민왕 때, 문하시중으로 평양부원군(平陽府院君)에 봉해졌다.
- 박가권 : 박천상의 3남, 정이품(正二品) 개성판윤(開城判尹)
- 박석명 : 박가흥의 아들, 조선 태종 때 명신으로 평양부원군에 봉해졌다. 후대의 박팽년과는 8촌 형제간
- 박중림 : 세종 때, 대제학 역임(사육신, 생육신의 스승)
- 박팽년 : 박중림의 아들, 조선 사육신(死六臣) 중의 한 사람
- 박중선 : 조선 세조,예종,성종을 모시면서 세 번 공신에 오른 무신. 세조 때 평로장군으로 이시애의 난을 진압하고 적개공신 1등, 예종 때 남이를 제거하고 익대공신 3등, 성종 즉위 때 좌리공신에 올랐다. 경기도 관찰사, 도총관, 병조판서, 이조판서에 오름. 문과 급제 출신이 아니어서 이판에 오를 때 안된다고 선비들의 상소가 빗발쳤지만 조선 성종은 그를 중용했다. 아들이 중종반정의 최고 공신 박원종이고 큰 딸은 성종의 형인 월산대군의 부인(승평부부인)이 됐다. 따라서 성종의 사돈이 된다. 성종 12년에 죽었다.
- 박원종 : 박중선의 아들, 조선 중종반정의 주역으로 무과출신으로 영의정을 지냈다. 박석명의 증손자
- 박이장 : 조선 광해군 때 대사성과 대사간을 지냈다.
- 박영서 : 조선 인조 때 이괄의 난을 평정하다가 황주의 신교에서 죽음을 당했다.
- 박광일 : 조선 숙종 때 왕자의 스승을 지내고 손재집(遜齋集), 진호문답(晋湖問答), 나소판무(羅疏辨誣)의 저서를 남겼다.
- 박준규 : 대한민국 13~15대 국회의장을 지냈다.
- 박종근 : 제15~18대 국회의원을 지냈다.
- 박우순 : 제18대 국회의원을 지냈다.
- 박성훈 : 재능그룹 회장이다.

## 집성촌
- 전라남도 보성군 벌교읍 고읍리
- 전라북도 정읍시 정우면 장학리
- 전락북도 익산시 삼기면 오룡리
- 충청북도 청주시 흥덕구 신성동, 비하동
- 충청북도 청주시 상당구 미원면 가양리
- 충청북도 청주시 청원구 오창읍 각리
- 경상북도 영양군 영양읍 동부리
- 경상북도 군위군 고로면 인곡동
- 경상북도 고령군 우곡면 사촌리
- 경상북도 성주군 수륜면 수륜리
- 경상남도 합천군 합천읍 영창리
- 경상남도 합천군 율곡면 갑산리
- 경기도 남양주군 와부읍 도곡리
- 경기도 평택군 팽성면 석근리
- 강원도 인제군 인제읍 귀둔리
- 경상북도 김천시 조마면 신곡리
- 전라남도 나주시 세지면 교산리
- 충청남도 홍성군 광천읍 대판리
- 대구광역시 달성군 하빈면

## 항렬자
| 19세     | 20세   | 21세     | 22세   | 23세     | 24세   | 25세     | 26세   | 27세     | 28세   | 29세     | 30세   | 31세     | 32세   | 33세     | 34세   | 35세     |
| -------- | ------ | -------- | ------ | -------- | ------ | -------- | ------ | -------- | ------ | -------- | ------ | -------- | ------ | -------- | ------ | -------- |
| 口현(鉉) | 해(海) | 口동(東) | 노(魯) | 口규(圭) | 종(鐘) | 口순(淳) | 상(相) | 口환(煥) | 재(在) | 口호(鎬) | 태(泰) | 口식(植) | 병(炳) | 口균(均) | 정(正) | 口원(源) |

## 왕실과의 인척 관계

### 고려
- 태조비 동산원부인
- 정종비 문공왕후
- 정종비 문성왕후

### 조선
- 월산대군(세조의 장손, 덕종의 장남) 정비 승평부부인 박씨
- 제안대군(예종의 차남) 계비 승평부부인 순천 박씨
- 온녕군(태종의 서자) 정비 익산군부인 순천 박씨
- 영풍군(세종의 서자) 정비 군부인 순천 박씨

## 인구
- 1985년 18,296가구 75,888명
- 2000년 27,209가구 87,631명
- 2015년 105,208명

## 참고 자료
- “순천박씨(順天朴氏)”. 뿌리를 찾아서.[깨진 링크(과거 내용 찾기)]